# Wings Over Europe Tour
Il Wings Over Europe Tour fu un tour estivo intrapreso da Paul McCartney e la neonata band Wings in giro per l'Europa. Arrivato sulla scia dei tour nelle Università inglesi, il Wings Over Europe Tour era destinato a promuovere i recenti singoli Give Ireland Back to the Irish e Mary had a little lamb, nonché vari singoli rimasti inediti per anni.

## Storia
La band, con i figli di McCartney al seguito, girò il continente a bordo di un autobus a due piani dai colori sgargianti e vivaci. Il tour ha proceduto in gran parte senza problemi, ma il 10 agosto a Göteborg Paul e Linda McCartney vengono arrestati per possesso di marijuana e multati di 1.200 dollari americani. Paul successivamente ha provato a scherzarci su, dichiarando che l'arresto avrebbe fatto "buona pubblicità" per il tour; questo arresto tuttavia gli creò non pochi problemi al momento di ottenere i visti per le tappe future.

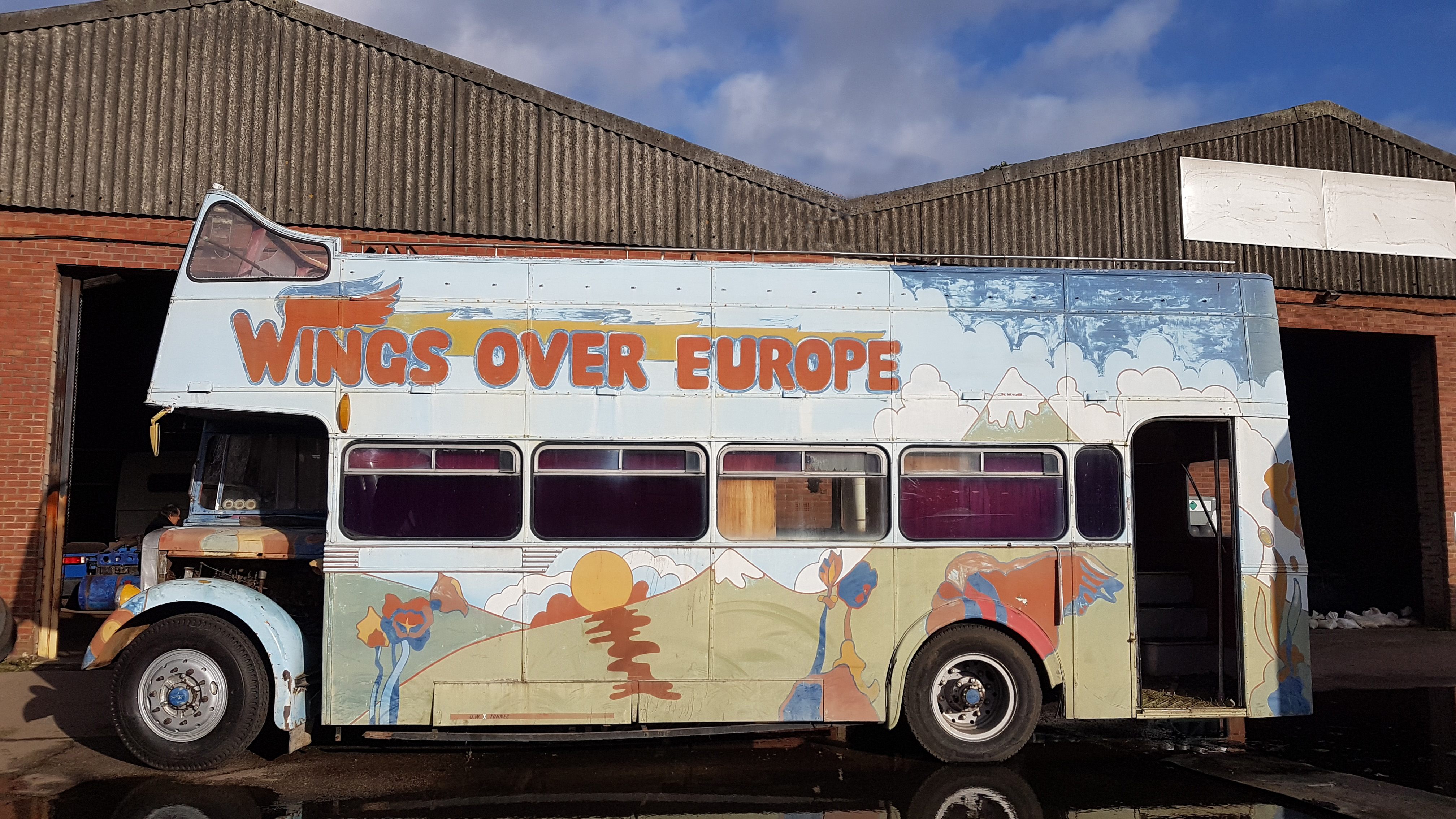
Bus utilizzato nel tour, con all'interno la band e il personale

## Date
| Data           | Città             | Nazione     | Luogo                           |
| -------------- | ----------------- | ----------- | ------------------------------- |
| 9 luglio 1972  | Ollioules         | Francia     | Centre Culturelle Châteauvallon |
| 12 luglio 1972 | Antibes           | Francia     | Juan-les-Pins                   |
| 13 luglio 1972 | Arles             | Francia     | Theatre Antique                 |
| 14 luglio 1972 | Lione             | Francia     | Lyon                            |
| 16 luglio 1972 | Parigi            | Francia     | Olympia                         |
| 18 luglio 1972 | Monaco di Baviera | Germania    | Zirkus-Krone-Bau                |
| 19 luglio 1972 | Francoforte       | Germania    | Offenbach-Halle                 |
| 21 luglio 1972 | Zurigo            | Svizzera    | Kongreß-Halle                   |
| 22 luglio 1972 | Montreux          | Svizzera    | Pavilion                        |
| 1º agosto 1972 | Copenaghen        | Danimarca   | KB Hallen                       |
| 4 agosto 1972  | Helsinki          | Finlandia   | Messuhalli                      |
| 5 agosto 1972  | Turku             | Finlandia   | Idreats                         |
| 7 agosto 1972  | Stoccolma         | Svezia      | Gröna Lund                      |
| 8 agosto 1972  | Örebro            | Svezia      | Idretshalle                     |
| 9 agosto 1972  | Oslo              | Norvegia    | Njaardhallen                    |
| 10 agosto 1972 | Göteborg          | Svezia      | Scandinavium                    |
| 11 agosto 1972 | Lund              | Svezia      | Olympean                        |
| 12 agosto 1972 | Odense            | Danimarca   | Fyns Forum                      |
| 14 agosto 1972 | Aarhus            | Danimarca   | Vejlby Risskov Halle            |
| 16 agosto 1972 | Düsseldorf        | Germania    | Rheinhalle                      |
| 17 agosto 1972 | Rotterdam         | Paesi Bassi | De Doelen                       |
| 19 agosto 1972 | Groninga          | Paesi Bassi | Evenementanhal Martinihal       |
| 20 agosto 1972 | Amsterdam         | Paesi Bassi | Concertgebouw                   |
| 21 agosto 1972 | L'Aia             | Paesi Bassi | Congresgebouw                   |
| 22 agosto 1972 | Anversa           | Belgio      | Cina Roma                       |
| 24 agosto 1972 | Berlino           | Germania    | Deutschlandhalle                |

## Scaletta
1. Bip Bop
2. Smile Away (Ram)
3. Mumbo
4. Give Ireland Back to the Irish
5. 1882
6. I Would Only Smile
7. Blue Moon of Kentucky (Bill Monroe)
8. The Mess
9. Best Friend
10. Soily
11. I Am Your Singer
12. Henry's Blues
13. Say You Don't Mind
14. Seaside Woman (come Suzy and the Red Stripes)
15. Wild Life
16. My Love
17. Mary Had a Little Lamb
18. Maybe I'm Amazed (McCartney I)
  - Encore
19. Hi, Hi, Hi (McCartney I)
20. Long Tall Sally (Little Richard)

## Formazione
- Paul McCartney - voce, basso elettrico, tastiere
- Linda McCartney - cori, tastiere
- Denny Laine - cori, voce, chitarra
- Henry McCullough - chitarra
- Denny Seiwell - batteria

### Comparse
- Heather McCartney
- Mary McCartney
- Stella McCartney